# 그대 안의 블루
그대 안의 블루는 1992년 공개된 대한민국의 로맨스 영화이다. 

## 스토리
직업 디스플레이어로 있는 남자 호석은 어느 날 웨딩드레스를 입은채 달려오는 여자 유림을 만나게 된다. 철저하게 일을 하면서 사랑도 이룩하겠다는 다짐을 가진 유림의 모습에 주목을 한 호석은 계약관계상으로 그녀의 동료가 되었지만 서로 뜻이 맞지 않는 탓에 옥신각신 다투는 일만 늘어나게 되지만 일에 열정적인 그녀의 모습을 주시하며 일하는 여자로 자리매김하길 바라고 있었다.  
그러나 유림은 새로운 사랑을 만나 결혼을 하게 되고 호석은 일에 대한 주의의 오해로 인해서 좌절을 안으며 이탈리아로 떠난다.  
결혼생활을 하던 유림은 호석으로부터 받은 비디오테잎을 통해 자신이 일하는 모습을 보게되고 호석을 만나기위해 이탈리아로 가면서 드디어 호석과 재회를 한다.  
그리고 자신만의 독립적인 생활을 위해 남편을 뒤로하며 새로운 인생을 시작하게 되는데.... 

## 배역
- 안성기 : 호석 역
- 강수연 : 유림 역
- 최유라
- 김형일
- 강능원
- 남영진
- 나혜영
- 박용팔

## 수상
- 1993년 제4회 춘사영화상
  - 신인감독상 - 이현승
- 1993년 제17회 황금촬영상
  - 최우수 인기여우상 - 강수연
  - 촬영상(금상) - 정광석
  - 조명상 - 신학성
  - 준회원상 - 김윤수
- 1993년 제31회 대종상
  - 미술상 - 박영기, 조융삼
  - 의상상 - 지춘희, 이경희
- 1993년 제14회 청룡영화상
  - 신인감독상 - 이현승
  - 기술상 - 안상수

## 같이 보기
- 그대 안의 블루 사운드트랙